# جين توماس
جين توماس (بالإنجليزية: Gene Thomas)‏ هو لاعب كرة قدم أمريكية أمريكي، ولد في 1 سبتمبر 1942 في باربرتون في الولايات المتحدة، وتوفي في 27 أغسطس 1993 في إنديبندنس في الولايات المتحدة.

## وصلات خارجية
- جين توماس على موقع مرجع كرة القدم المحترفة.كوم (الإنجليزية)